# ハンタウイルス
ハンタウイルス（英: Hantavirus, 英: orthohantaviruses）は、ブニヤウイルス科（Bunyavirales）ハンタウイルス属（Hantaviridae）に属するウイルスの総称。自然宿主はげっ歯目ならびにトガリネズミ目などの小型哺乳動物で、それら動物に対して病原性を示すことはないが、人に感染すると腎症候性出血熱（英: Hemorrhagic Fever with Renal Syndrome; HFRS）やハンタウイルス肺症候群（英: Hantavirus Pulmonary Syndrome; HPS)等の重篤な疾病を引き起こす。

## 概説
ハンタウイルスによって引き起こされる腎症候性出血熱は、原因不明の風土病として20世紀初頭から認識されていた。本疾病はユーラシア大陸において広く見られ、韓国では韓国出血熱、中国では流行性出血熱、旧ソ連では出血性腎症腎炎、スカンジナビア諸国では流行性腎症と、各流行地においてさまざまな病名で呼ばれていた。朝鮮戦争では3,000人ほどの国連軍兵士が出血熱を発症している。
永らく病原因子は不明であったが、1976年に韓国高麗大学校の李鎬汪（イ・ホワン）らは、セスジネズミより韓国出血熱の病因ウイルスを分離することに成功した。このウイルスはセスジネズミの捕獲場所を流れる川、漢灘江（ハンタンガン、京畿道漣川郡）の名前をとってハンターンウイルスと名づけられた。以後、各流行地などにおいても病因ウイルスが分離された。これらのウイルスの解析を進めた結果、既存のウイルスとは別の性状を示すものであったため、これらのウイルスはブニヤウイルス科の5番目の属としてハンタウイルス属と命名された。
1993年には、アメリカ合衆国南西部において急性で重篤な呼吸器疾患が多数報告された。これらの病因ウイルスはハンタウイルス属によるものであることが判明したため、これらの疾病はハンタウイルス肺症候群と名づけられた。また、病因ウイルスはシンノンブレウイルス（西: Sin Nombre、スペイン語で「名無し」を意味する）と名づけられた。
世界各地で、げっ歯目だけでなくトガリネズミ目やコウモリ目などの小型哺乳動物からも、さまざまなハンタウイルスが発見されている。

## 構造
ハンタウイルスは粒子内に3本のマイナス鎖RNAを保有しており、それぞれS、M、L分節と呼ばれている。S分節は核タンパク質 (N)、M分節は2つのエンベロープ糖タンパク質 (Gn, Gc) の糖タンパク質前駆物質 (GPC)、L分節はRNA依存性RNAポリメラーゼ (RdRp) をコードしている。それぞれのゲノムの両端の塩基配列は互いに相補的であるため、結合して環状の構造を形成する。ハンタウイルスの粒子は球状や卵形状を示しており、直径は80nmから120nmである。

## 複製機構
吸着・侵入
ハンタウイルスはエンベロープ糖タンパクと宿主細胞表面上の受容体との結合を介し、血管内皮細胞、上皮細胞、マクロファージ、濾胞樹状細胞、リンパ球などに感染する。これまでに、ハンタウイルスの受容体としてβ3インテグリン、DAF/CD55、gC1qR/p32が報告されている。また、病原性のないハンタウイルスはβ1インテグリンを受容体として使用することが報告されている。ハンタウイルスはクラスリン被覆ピットを介して初期エンドソームへ移動した後、後期エンドソームまたはリソソームへ輸送される。エンドリソソーム区画内でpH6.4以下になると細胞膜と融合し、脱殻が起こる。
複製
ハンタウイルスの複製過程はすべて細胞質でおこなわれる。RdRpはNのキャップ・スナッチング機構を使ってゲノミックS、M、L分節 (vRNA) からプラス鎖のmRNAを合成する。
出芽
複製されたウイルスゲノムは、核タンパク質と結合してヌクレオカプシドを形成する。ヌクレオカプシドはゴルジ体の細胞質側においてエンベロープ糖タンパク質と結合し、ゴルジ体内に出芽する。出芽したビリオンは細胞外へ放出される。

## 疫学
ハンタウイルスはげっ歯目ならびにトガリネズミ目を宿主とする。これまで20種類以上もの血清型が報告されており、それぞれの血清型ごとに異なった種類の哺乳動物を宿主としている。ウイルスの遺伝子をもとに作成された進化系統樹と自然宿主となる動物の遺伝子の塩基配列に基づく進化系統樹はそれぞれほぼ一致することから、ハンタウイルスは自然宿主となる動物が分化する以前の祖先となる動物に感染し、それらの分化とともに共進化してきたと考えられている。
ハンタウイルスは自然宿主である小型哺乳動物においては不顕性で病原性を示すことはなく、1年以上にわたって持続的に感染する。ウイルスは糞尿や唾液などに排泄され、宿主間の感染は咬傷による唾液や糞尿などのエアロゾルを介して起こるとされている。
人への感染は、糞尿の粒子が空気中に飛散して飛沫感染を引き起こすとされている。ハンタウイルスによって引き起こされるハンタウイルス感染症は、腎症候性出血熱 (HFRS) とハンタウイルス肺症候群 (HPS) がある。腎症候性出血熱はアジア・ヨーロッパで発生し、ハンタウイルス心肺症候群は南北アメリカで発生する。人におけるハンタウイルスの潜伏期は数日から6週間とされるが、多くは感染から2週間から3週間で発症する。

### 2020年の発生
2020年3月、雲南省の男性がハンタウイルスに陽性反応を示し、チャーターバスでの仕事で山東省への旅行中に死亡した。Global Timesのレポートによると、他に約32人がウイルス検査を受けている。

## 主な疾患
症状の特徴から腎症候性出血熱 (HFRS) とハンタウイルス肺症候群 (HPS) と呼ばれ、両疾患を合わせてハンタウイルス感染症と総称している。
腎症候性出血熱 (HFRS)

発熱・腎障害・出血症状を主徴とした疾患。致死率はウイルス型によって異なり、0.1%から15%。また、ハンタウイルスが発見される以前には世界各地にてさまざまな呼び名で呼ばれており、下記疾患は現在では腎症候性出血熱としてまとめられている。
- 韓国出血熱 (KHF) - 1930年代、満州において関東軍に恐れられ、朝鮮戦争の際には米軍内において3,000人以上の患者が発生した。
- 梅田奇病 - 1960年頃から約10年間にわたって大阪梅田地区で流行し、発生した119人の患者のうち2人が死亡した。
- 流行性出血熱 (EHF) - 中国
- 出血性腎症腎炎 (HNN) - 旧ソ連

ハンタウイルス肺症候群 (HPS)

急性の肺水腫・呼吸器症状を主徴とした疾患。致死率はおよそ50%にのぼる。

## 予防・治療
予防
厚生労働省検疫所は、次のように情報提供している。
- 齧歯目（ネズミ）との接触がないように環境を整備
- 糞尿で汚染された場合は漂白剤で汚染部を十分に湿らせ、ペーパータオルなどを用いてふき取り、廃棄

ワクチン
現在、FDA（アメリカ食品医薬品局）に認可されているワクチンは2019年3月に、フェーズ2a試験中。HFRS流行地である韓国・中国においては実用化されている。
抗ウイルス薬
HFRSの治療薬としてリバビリンがあげられている。HFRS患者を対象とした中国での臨床研究では、発症初期にリバビリンを投与することで、致死率が下がることが報告されている。
治療
HPS患者にリバビリンを投与しても、現在のところ有効性は認められていない。
対症療法で早期の集中治療が必須、早い時点での人工呼吸や酸素吸入をおこない、血中酸素飽和度、水分のバランスおよび血圧を注意深く観察する必要がある。

## 法的取り扱い
- 腎症候性出血熱ならびにハンタウイルス肺症候群は感染症法4類感染症（即時届出）に指定されている。
- ハンタウイルス属のウイルスのうち、以下のウイルスは感染症法施行令の三種病原体に指定されている。
  - ソウルウイルス Seoul virus
  - ドブラバーベルグレドウイルス Dobrava-Belgrade virus
  - ハンターンウイルス Hantaan virus
  - プーマラウイルス Puumala virus
  - アンデスウイルス Andes virus
  - シンノンブレウイルス Sin Nombre virus
  - ニューヨークウイルス New York virus
  - バヨウウイルス Bayou virus
  - ブラッククリークカナルウイルス Black Creek Canal virus
  - ラグナネグラウイルス Laguna Negra virus